# Мауэр-Мельк
Мауэр-Мельк (нем. Mauer bei Melk) — посёлок в Австрии, в федеральной земле Нижняя Австрия. Мауэр-Мельк имеет прекрасную церковь с известным алтарем.
Входит в состав округа Мельк. Население 465 чел.

## Фотографии

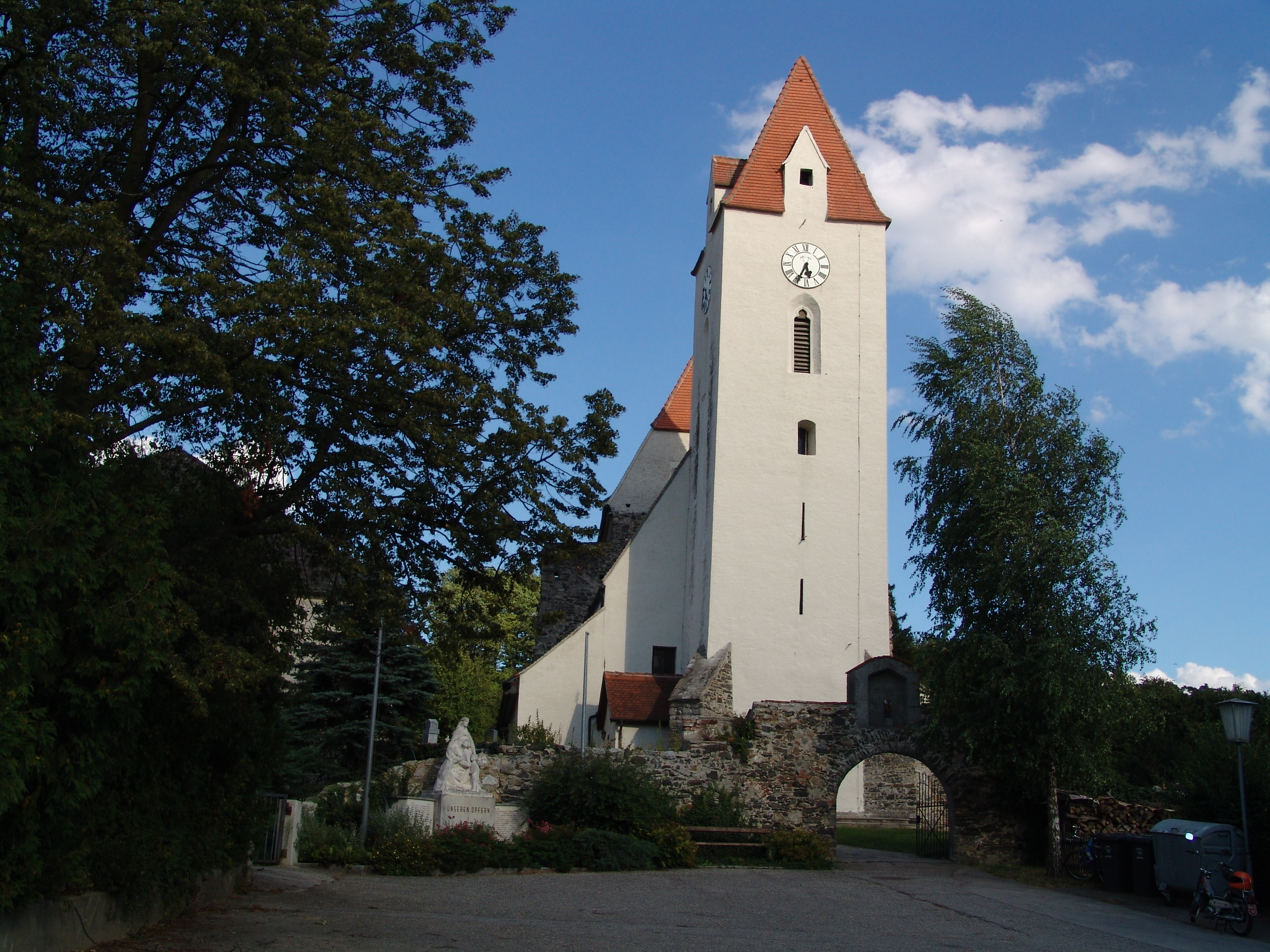
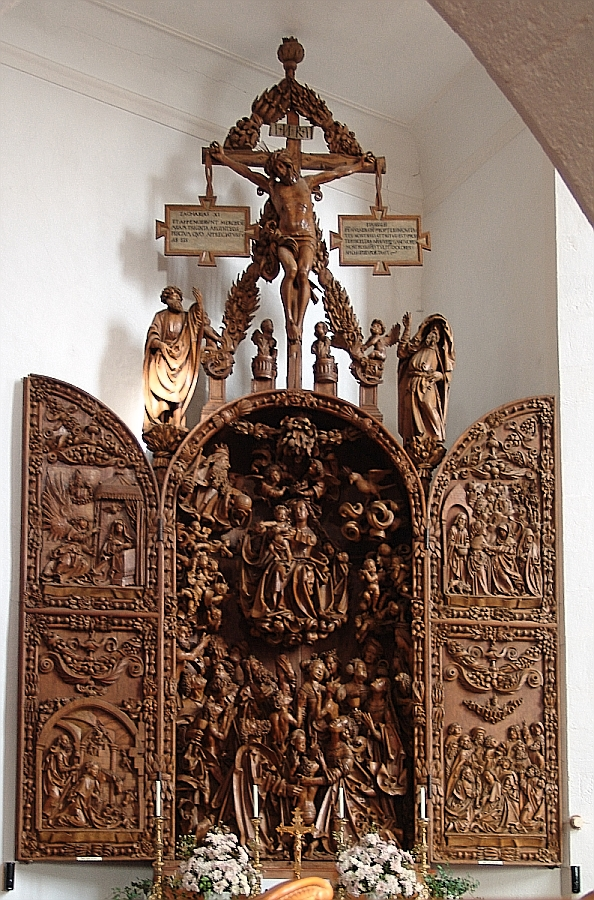
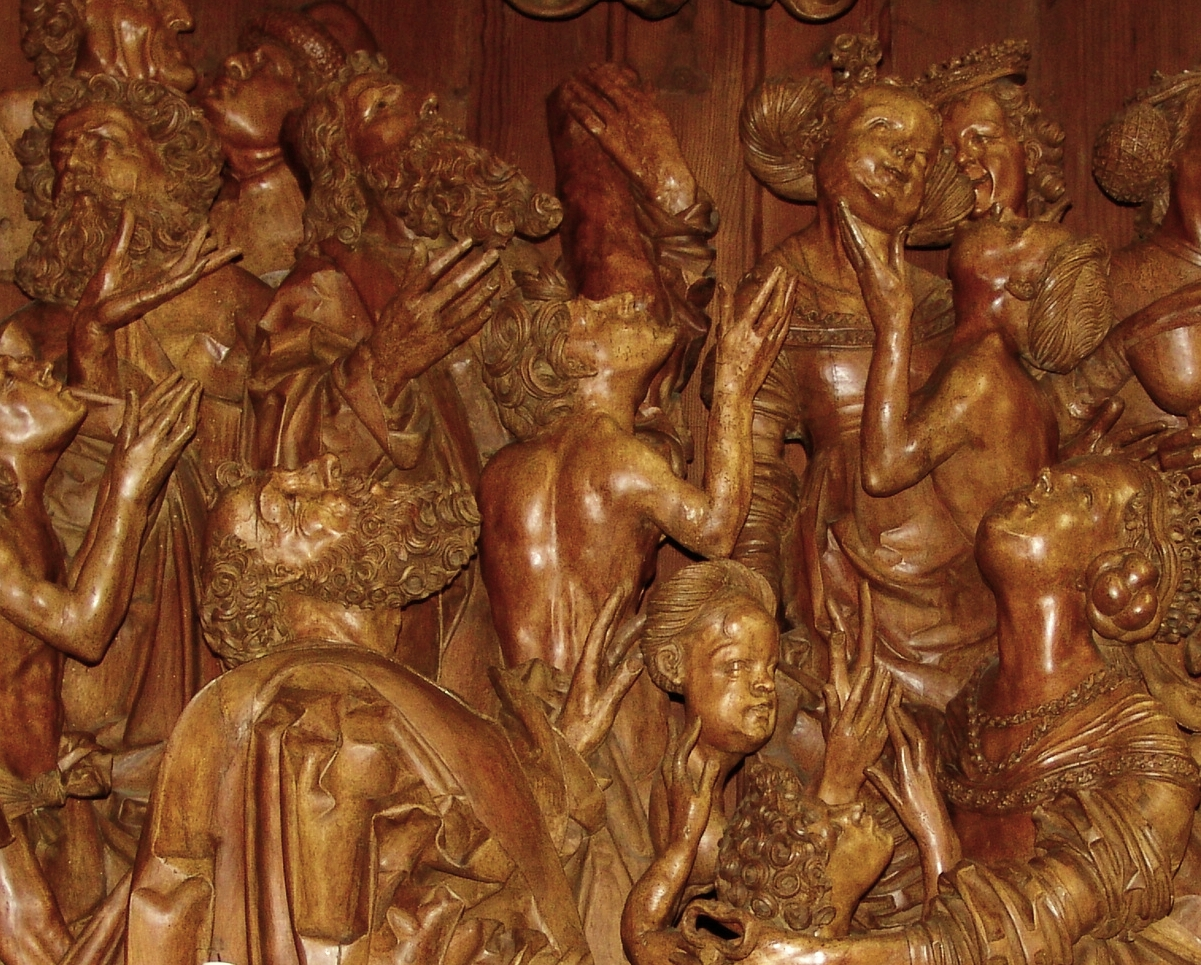
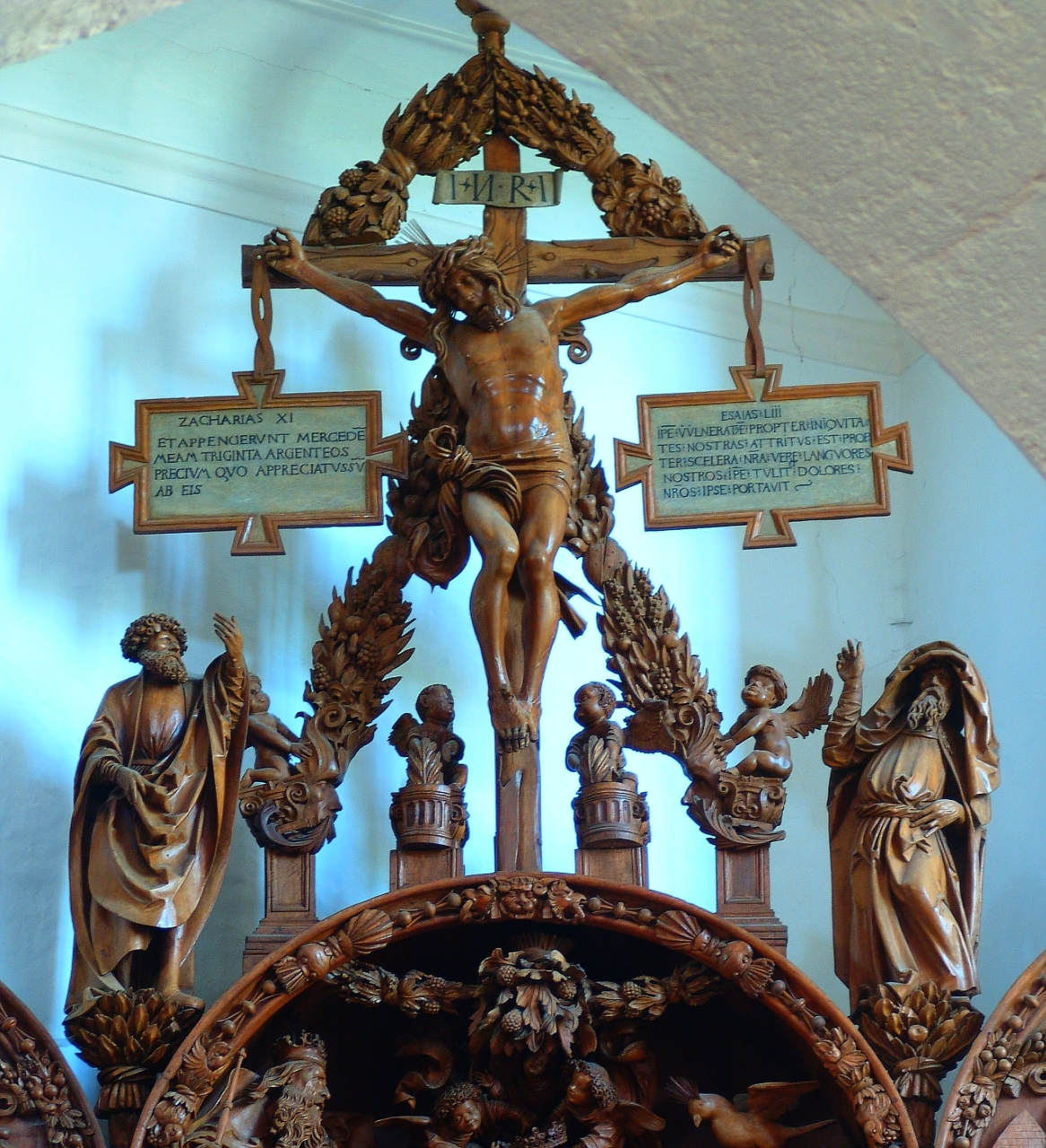
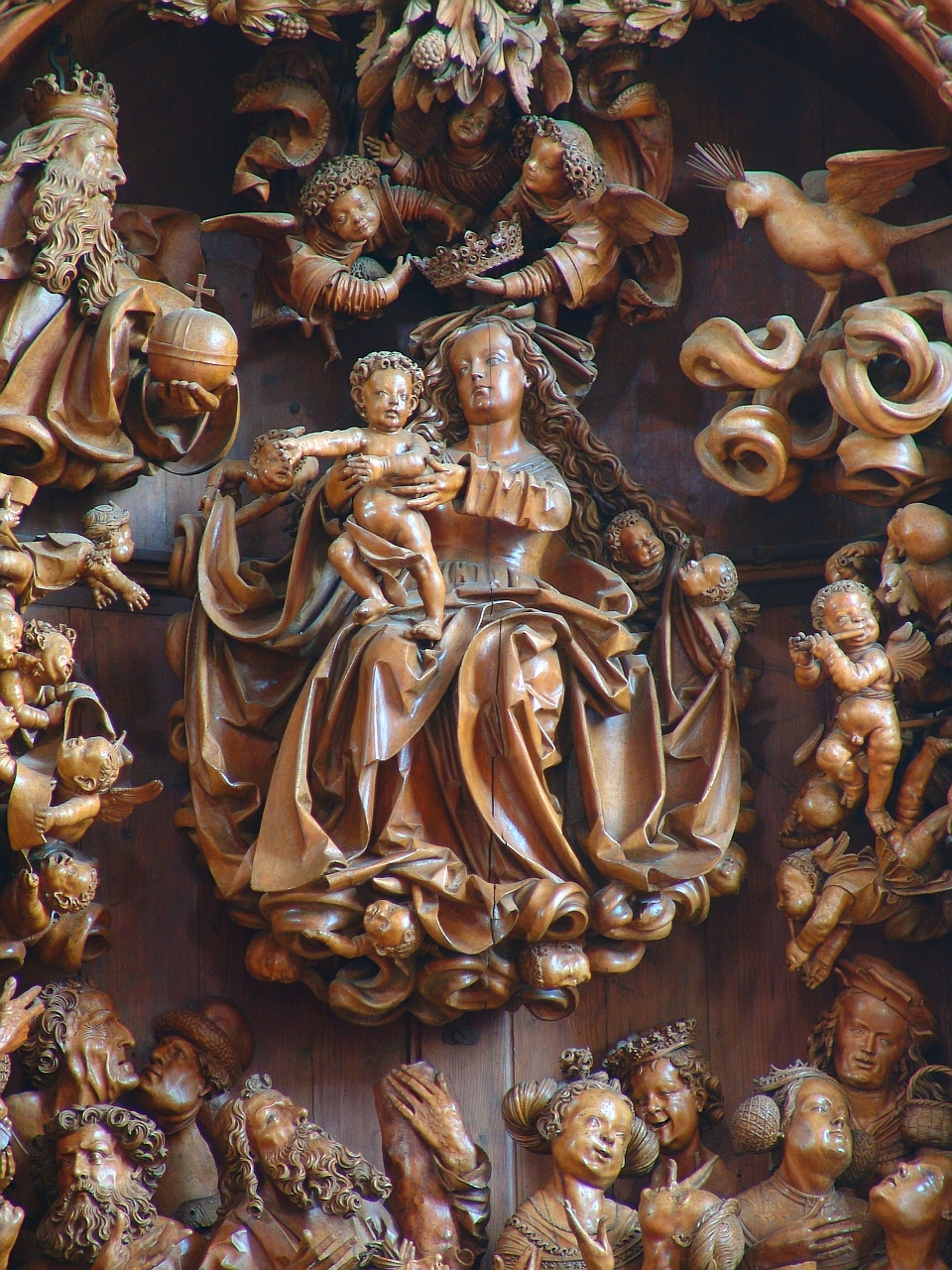
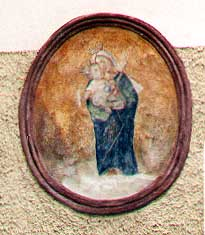
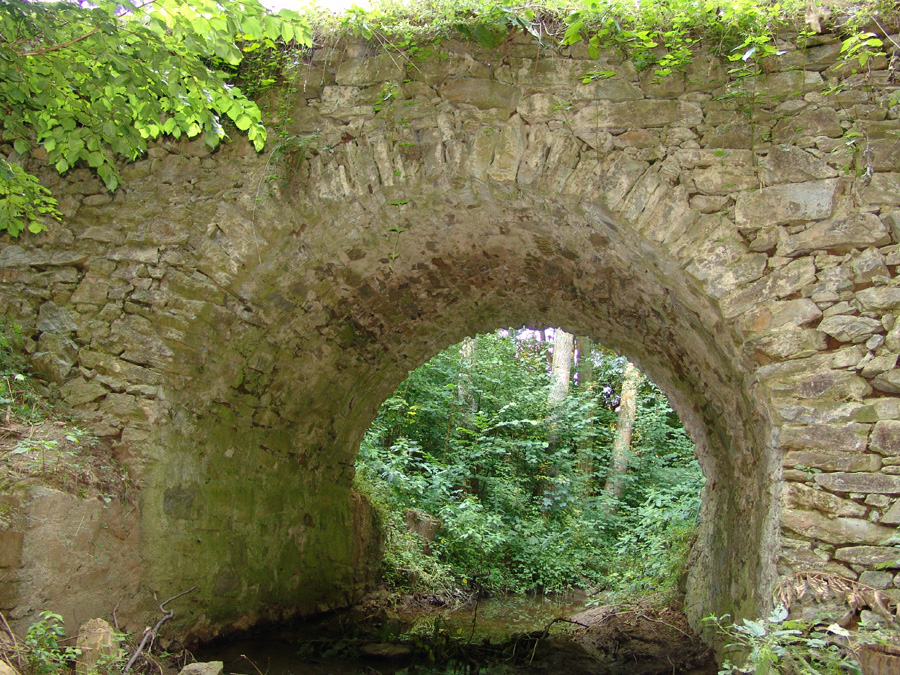